# Subterranean Masquerade
Subterranean Masquerade är ett progressiv metal band grundat 1997 av Tomer Pink, gitarrist och låtskrivare. Bandet beskrivs huvudsakligen som progressiv metal, men har även element av jazz, psykedelisk rock, och avant-garde metal, med death metal sång.

## Historia
Började som ett projekt bestående av ett flertal skiftande gäst- och studiomusiker, och formades sedan till ett band med en konstant line-up.
Releasen av EP:n Temporary Psychotic State 2004 hyllades av underground metal scenen. 2005 års Suspended Animation Dreams fick ett mer blandat mottagande i början, men 2014 kom skivan med på Prog Sphere Magazines lista på 2000-talets top 50 progressive metal album.
2013 återskapades bandet efter 6 års inaktivitet för inspelningen av EP:n Home. Trummisen Matan Shmuely (Orphaned Land) och gitarristen Or Shalev blev medlemmar i bandet för EP:n, som var en egenutgiven vinyl i begränsad upplaga. Recensionerna var positiva och skapade höga förväntningar för bandets nästa skiva.
2014, under inspelningen av deras andra fullängdsalbum, tillkännagav bandet Kjetil Nordhus (Tristania, Green Carnation) som deras nya sångare och Shai Yallin (Solstice Coil) som ny keyboardist. The Great Bazaar släpptes januari 2015 med Kjetil Nordhus som huvudsångare och Paul Kuhr som growlsångare. Albumet kännetecknas av flera olika musikstilar, melodier från mellanöstern, och instrument främmande för metal som klarinett, flöjt, oud, och trumpet.
I februari 2015 tillkännagav bandet att Eliran Weitzman (Asgaut-band) ersätter Paul Kuhr som growlsångare.

## Medlemmar

### Nuvarande medlemmar
- Tomer Pink – gitarr (1997– )
- Golan Farhi – basgitarr (2014– )
- Or Shalev – gitarr (2014– )
- Shai Yallin – keyboard (2014– )
- Eliran Waitzman – sång (2015– )
- Yalon Schori – trummor (2017– )
- Davidavi Dolev – sång (2017– )

### Tidigare medlemmar
- Jason William Walton – basgitarr (2004)
- Tino LoSicco – trummor (2004)
- Jake DePolitte – gitarr, basgitarr (2004–2014)
- Paul Kuhr – sång (2004–2015)
- Steve Lyman – trummor (2005)
- Mike Feldman – basgitarr (2013–2014)
- Matan Shmuely – trummor (2014–2017)
- Kjetil Nordhus – sång (2014–?)
- Ilan Arad – mässinginstrument (2017)

## Diskografi

### Studioalbum
- Suspended Animation Dreams (2005)
- The Great Bazaar (2015)
- Vagabond (2017)

### EP
- Temporary Psychotic State (2004)
- Home (2013)

### Coveralbum, div. artister
- Dead Can Dance Tribute: The Lotus Eaters (2004)
- Cuts You Up - The Complete Dark 80's Covers Compilation (2000)